# Верхнее Казанище
Верхнее Казанище (кум. Оьр Къазаныш) — село в Буйнакском районе, Республики Дагестан, Российской Федерации.  Моноэтническое кумыкское село. В прошлом — один из крупнейших городов Тарковского шамхальства.

## Население
| 1869  | 1888  | 1895  | 1926  | 1939  | 1970  | 1989  |
| ----- | ----- | ----- | ----- | ----- | ----- | ----- |
| 953   | ↗2020 | ↘1972 | ↗2481 | ↘2363 | ↗3336 | ↗4063 |
| 2002  | 2010  | 2021  |       |       |       |       |
| ↗6019 | ↗6573 | ↗9048 |       |       |       |       |

Национальный состав
По данным Всероссийской переписи населения 2021 года:
| №        | Национальность | Численность, чел. | Доля    |
| -------- | -------------- | ----------------- | ------- |
| 1        | кумыки         | 7 882             | 87,11 % |
| 1.000001 | не указавшие   | 2                 | 0,02 %  |
| 1.000002 | прочие         | 1 164             | 12,86 % |
| 1.000003 | всего          | 9 048             | 100 %   |

## Хозяйство
- Верхне-Казанищенская ГЭС (мощн. 0,05 МВт; действовала в 1952—70).

## Полезные ископаемые
Месторождения известняков и мергелей.

## Достопримечательности
- Поселение — крепость Гяур-Тюбе.

## Известные люди
- Муэддин-Араби Джемал (1900—1960) — основоположник дагестанской живописи, художник.
- Закир Даудов(1980—1999) — Герой России, сержант.
- Наби Дагиров (1921—2000) — народный артист РСФСР, композитор.
- Тажутдин Гаджиев (1914—1975) — народный артист РСФСР, актёр театра и кино.
- Магомед Рашидханов (1915—1998) — народный артист Дагестана, актёр театра.
- Джафар Маллаев (род. 1949) — член-корреспондент РАЕН, доктор педагогических наук.